# 혼고 (분쿄구)

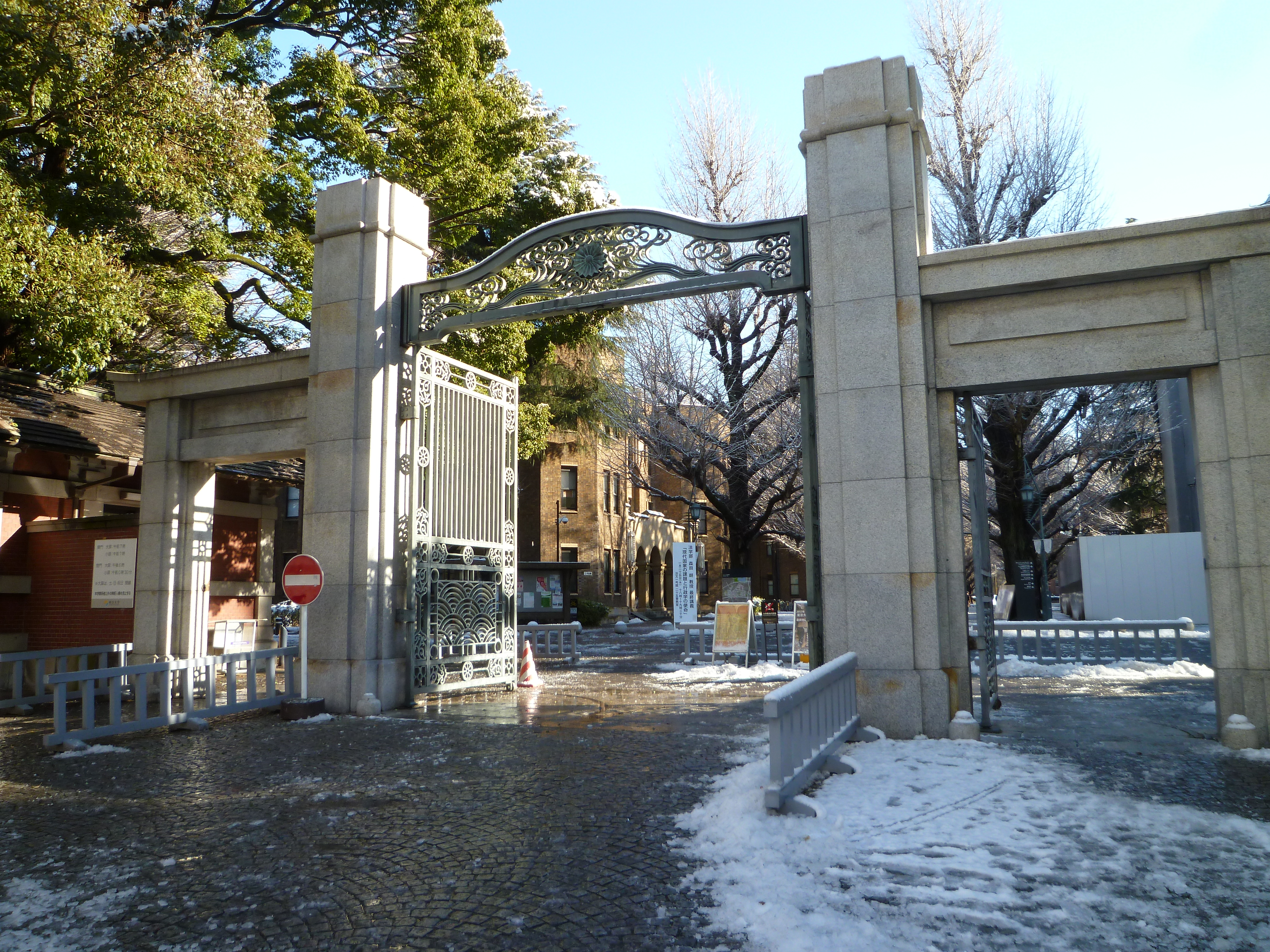
도쿄 대학

혼고(일본어: 本郷 ほんごう[*])은 도쿄도 분쿄구의 정명이다. 이 지역에는 많은 교육시설이있다. 도쿄 대학의 본부는 혼고에 있다.